# Ruggero Santini
Ruggero Santini, italijanski general, * 1870, † 1958.